# 球と円柱について

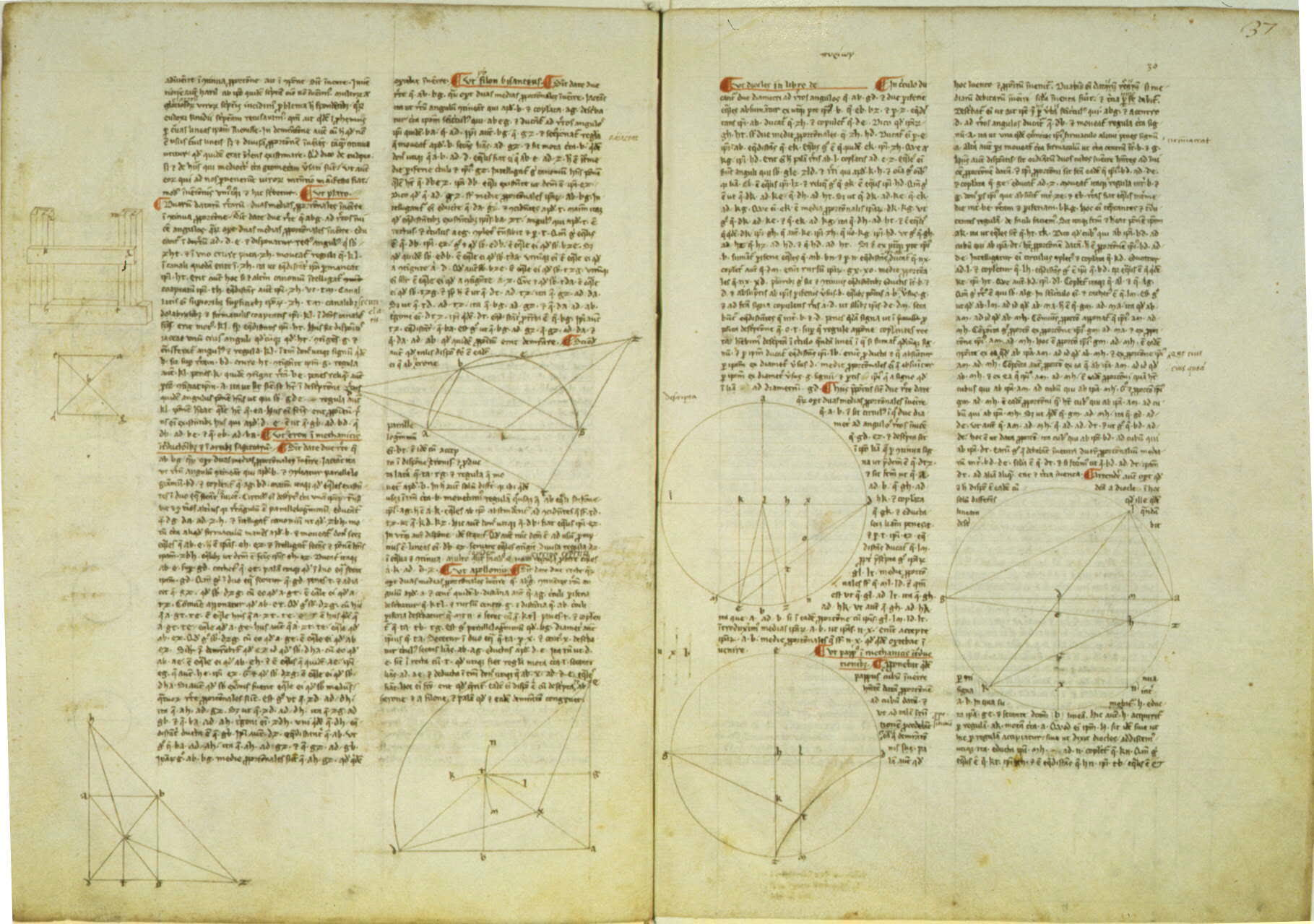
ラテン語で書かれた『球と円柱について』の1ページ

『球と円柱について』（ギリシア語: Περὶ σφαίρας καὶ κυλίνδρου）は、紀元前225年ごろアルキメデスにより発表された2巻からなる著作。最も注目すべきは、球面の表面積や球体の体積、円柱のそれにあたる値を見つけ出す方法が詳しく書かれていることであり、アルキメデスはこれを最初に行った。

## 内容

球の体積と円柱の体積は2:3になる。

『球と円柱について』で導出された主な公式は上記、球の表面積、球の体積、円柱の表面積と体積である。アルキメデスはこの著作で円柱の表面積が次と等しいことを示した。
{\displaystyle A_{C}=2\pi r^{2}+2\pi rh=2\pi r(r+h).\,}
さらに体積は
{\displaystyle V_{C}=\pi r^{2}h.\,}
となることを示した。球面においては表面積がその大円の面積の4倍であることを示した。現代の書き方をすると、これは表面積が次と等しいことを意味する。
{\displaystyle A_{S}=4\pi r^{2}.\,}
球体の体積は外接する円柱の体積の3分の2である。つまり体積は
{\displaystyle V_{S}={\frac {4}{3}}\pi r^{3}.}
となる。アルキメデスはこの後者の結果を特に誇りに思い、円柱に内接した球の絵を自身の墓に刻むよう求めた。h=2rであるため球の体積と表面積の両方が円柱の3分の2であることを示した。のちにローマの哲学者マルクス・トゥッリウス・キケロが、周囲を草木に覆われた墓を見つけている。
アルキメデスが球体の体積の公式を証明するのに用いた議論は、むしろその幾何学に関係しており、現代の多くの教科書にはアルキメデスの時代には存在しなかった極限の概念を用いたシンプルなものが載っている。アルキメデスは半円に内接する半分の多角形を用い、両方とも回転させて球内に錘台の集団を作り体積を決定した。
これはアルキメデスがこの結果を導き出すために使用したオリジナルの方法ではなく、ギリシアの数学的伝統において利用できた最高の形式的な議論であるようである。オリジナルの方法はてこの巧妙な利用と関係していたかもしれない。20世紀に再発見されたパリンプセストには、『方法』含むアルキメデスの著作が多数含まれており、『方法』の中で天秤、重心、無限小スライスなどで体積を決定する方法を説明している。

## 参考
- Dunham, William (1990), Journey Through Genius (1st ed.), John Wiley and Sons, ISBN 0-471-50030-5
- Dunham, William (1994), The Mathematical Universe (1st ed.), John Wiley and Sons, ISBN 0-471-53656-3
- S. H. Gould, The Method of Archimedes, The American Mathematical Monthly.  Vol. 62, No. 7 (Aug. - Sep., 1955), pp. 473–476
- Lucio Lombardo Radice, La matematica da Pitagora a Newton, Roma, Editori Riuniti, 1971.
- Attilio Frajese, Opere di Archimede, Torino, U.T.E.T., 1974.